# Bigler (Unternehmen)
Die Bigler AG Fleischwaren ist ein Schweizer Familienunternehmen in der fleischverarbeitenden Industrie.
Das Unternehmen wurde 1946 von Hans Bigler gegründet. Später kamen seine Söhne Willy Bigler und Otto Bigler als leitende Kräfte dazu. 1992 erfolgte die Übernahme der Orello Carne in Lugano. 2004 folgte der Erwerb eines weiteren Fleischverarbeitungsbetriebs in Lyss.
Das Produktportfolio umfasst Fleischprodukte, Fleischspeisen und Convenience-Produkte.